# Tropaeolum peregrinum
Tropaeolum peregrinum (tên tiếng Anh canary creeper, canarybird flower, canarybird vine, hoặc canary nasturtium) là một loài Tropaeolum bản địa phía tây Nam Mỹ ở Peru và có thể cả Ecuador.

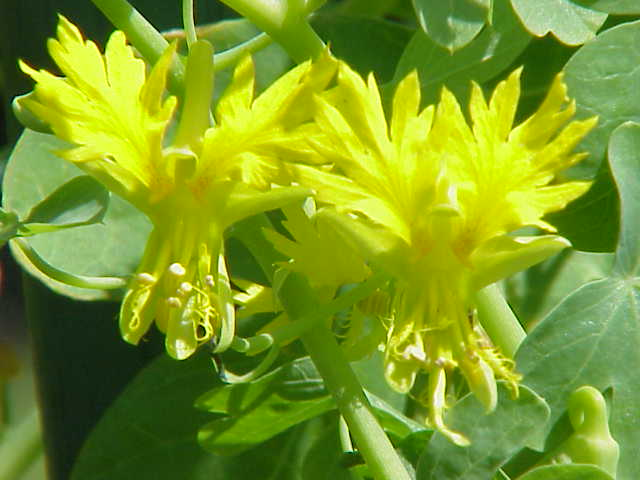
Close-up of flowers

Đây là một loài dây leo có thể dài tới 2,5 m bằng cách bám vào các loài khác.